# Wollin (Fläming)
Wollin település Németországban, azon belül Brandenburgban. Lakosainak száma 842 fő (2023. december 31.).

## Népesség
A település népességének változása:
| Lakosok száma | 880  | 841  | 826  | 846  | 840  | 842  |
|               | 2013 | 2017 | 2019 | 2021 | 2022 | 2023 |